# Усадьба Мейлахти
Усадьба Мейлахти (фин. Meilahden kartano, швед. Mejlans gård) — усадьба, расположенная в Хельсинки, Финляндия, история которой восходит к XV веку. Нынешнее здание построено в начале XIX века и является самым старым в дачном районе Мейлахти. Поместье Мейлахти принадлежит городу Хельсинки и внесено в список объектов национального культурного значения. Усадьбу Мейлахти также называют виллой Бредаблик.

## История
Хутор Мейлахти известен с XV века, когда деревня, где расположена нынешняя усадьба, называлась Хиндернес (Hindernäs). В 1627 году, во время Тридцатилетней войны, шведский король Густав II Адольф отдал земли Мейлахти, Мунккиниеми, Лауттасаари и Тали своему шталмейстеру Герду Шютте. В 1650 году королева Кристина передала Мейлахти городу Хельсинки в «вечную собственность». Однако уже в 1680-х годах эта «вечная собственность» в ходе Редукции была изъята обратно в пользу короны.
В 1810 году российский император Александр I назначил генерал-губернатором Великого княжества Финляндского графа Фаддея Штейнгеля, который выбрал Мейлахти своей летней виллой. Штейнгель сначала арендовал усадьбу, а в 1823 году выкупил её по выходе в отставку. Штейнгель умер в Мейлахти в 1830 году, после чего усадьбу унаследовала его дочь Елена Штейнгель.
В 1840 году граф Владимир Алексеевич Мусин-Пушкин и его супруга Эмилия переехали в Мейлахти, где графиня Эмилия организовала первую в Финляндии венецианскую вечеринку в саду имения. Привезённый из Санкт-Петербурга цыганский оркестр играл на искусственном острове с пальмами, фейерверки, цветные фонарики и факелы освещали всю территорию Пикку-Хуопалахти, а высокопоставленные гости веселились в масках на территории между нынешним мостом Сеурасаари и главным зданием усадьбы. Современник Август Рамзай описал вечеринку графини в саду как самую блестящую частную вечеринку в Хельсинки.
В 1847 году усадьбу Мейлахти купил граф Александр Кушелев-Безбородко. При нём во дворе усадьбы был построен каменный танцевальный зал, территория был огорожена, а рядом с мостом Мунккиниеми построен причал.
В конце 1865 года усадьбу у Григория Кушелева-Безбородко купил капитан Густав Эгершельд за 12 000 рублей. Эгершельд улучшил экономику и постройки усадьбы, сдав в аренду часть земли под виллы: Тойвола, Бергвик и северную часть Раясаари. После смерти Эгершельда в 1871 году город Хельсинки купил поместье Мейлахти за 60 000 марок. Город Хельсинки начал раздавать участки под виллы на землях Мейлахти, что привело позднее к созданию дачного района Мейлахти.
Сама усадьба Мейлахти получила название Вилла Бредаблик, когда в конце XIX века имение было разделено на отдельные участки под виллы.
До 2015 года в главном здании действовало летнее кафе, но после этого здание опустело. В каменном здании до 2012 года размещался городской художественный музей, и с тех пор оно практически пустовало.

## Главное здание
Нынешнее главное здание усадьбы Мейлахти расположено на вершине холма, с которого открывается вид на парк, залив и соседнюю усадьбу Мунккиниеми. Здание деревянное, одноэтажное. Оно построено в начале XIX века и имеет оштукатуренный цоколь из натурального камня. 
В главном здании семь комнат, два из которых — большие холлы. В здании есть изразцовые печи, построенные в конце 1800-х — начале 1900-х годов по проекту архитектора Густава Стренгеля. В здании сохранились зеркальные двери, некоторые из которых являются полностью французскими двойными зеркальными дверями XIX века. Среди старейших настенных покрытий — обои с ручной печатью. В комнатах сохранилась гипсовая потолочная лепнина XIX — начала XX веков.
Самые ранние сохранившиеся чертежи усадьбы относятся к 1840-м годам, но предполагается, что здание старше. В 1847 году на плане довольно скромного прямоугольного здания обозначены покои графа и графини, комната для приёма гостей и зал.

### Изменения
В конце XIX века к простому двускатному зданию были пристроены два декоративных, крытых открытых крыльца с резьбой по дереву. В 1908 году был надстроен главный корпус усадьбы, а к мансарде пристроены жилые комнаты. После того, как в 1967 году поместье перешло в собственность города Хельсинки, в здании было проведено масштабное обследование, после чего главному зданию был возвращён облик XX века.

## Каменное здание
Двухэтажное оштукатуренное каменное здание во дворе особняка представляет собой бывший танцевальный павильон, построенный в 1847 году. Изначально здание было одноэтажным, но его надстроили в начале XX века. Здание окрашено в жёлтый цвет, за исключением белых пилястров. 

## Владельцы
| Владелец                        | Год приобретения               |
| ------------------------------- | ------------------------------ |
| Цистерцианский монастырь Падизе | 1351                           |
| Епископство Або                 | Начало XV века                 |
| Шведская корона                 | 1542                           |
| Герт Шютте                      | 1627                           |
| Город Хельсинки                 | 1650                           |
| Владение Мунккиниеми            | 1680-е                         |
| Юхан Грипенберг                 | Конец XVII века                |
| Город Хельсинки                 | Конец XVII — начало XVIII века |
| Thomas Mattheiszen              | 1775                           |
| Фабиан Штейнгель                | 1823                           |
| Хелена Штейнгель                | 1830                           |
| В. А. Мусин-Пушкин              | 1840-е                         |
| А. Г. Кушелев-Безбородко        | 1847                           |
| Г. А. Кушелев-Безбородко        | 1855                           |
| Густав Эгершельд                | 1865                           |
| Город Хельсинки                 | 1871                           |
| Юхан Адольф                     | 1899                           |
| О.В. Салин                      | 1903–1908                      |
| Арво Эмиль Пармасуо             | 1950–1967                      |
| Город Хельсинки                 | 1967                           |